# Epilobium gracilipes
Epilobium gracilipes är en dunörtsväxtart som beskrevs av Thomas Kirk.
Epilobium gracilipes ingår i släktet dunörter och familjen dunörtsväxter. Inga underarter finns listade i Catalogue of Life.